# Drasteriodes leuconephra
Drasteriodes leuconephra là một loài bướm đêm trong họ Noctuidae.